# Microvalgus excavatus
Microvalgus excavatus är en skalbaggsart som beskrevs av Franz Antoine 1993. Microvalgus excavatus ingår i släktet Microvalgus och familjen Cetoniidae. Inga underarter finns listade i Catalogue of Life.